# Lauritz Bergendahl
Lauritz Bergendahl (ur. 30 stycznia 1887 r. w Sørkedalen – zm. 15 kwietnia 1965 r.) – norweski biegacz narciarski oraz specjalista kombinacji norweskiej.
Pięciokrotnie wygrywał prestiżowe zawody w Holmenkollen w 1910, 1912, 1913, 1914 oraz 1915 r. Za każdym razem triumfował zarówno w biegu na 50 km, jak i w zawodach kombinacji norweskiej. W biegu na 50 km podczas zawodów Holmenkollen więcej zwycięstw na koncie ma tylko Thorleif Haug.
W 1910 r. Bergendahl otrzymał medal Holmenkollen. Jego bratanek Lars otrzymał to samo wyróżnienie w 1939 r.